# Sperm
Sperm – drugi album zespołu Neue Deutsche Härte Oomph!, wydany w 1994 roku. Utwory na tej płycie różnią się od tych z poprzedniej, zawierają więcej gitar, zrezygnowano w nich też z tak wielkiej ilości elektroniki, jaką mogliśmy usłyszeć na debiucie. Dzięki tej zmianie, zespół stał się inspiracją dla wielu zespołów m.in. dla Rammstein. Album został wydany przez Virgin Schallplatten.

## Skandal
Teledysk „Sex” przedstawia zespół półnagi, grający piosenkę w jakimś ciemnym studio (choć oświetlonym odblaskami) oraz sceny z osobno dwiema parami - starą i młodą - obie nagie. W teledysku do singla „Sex” zespół pokazał 80-letnią parę odbywającą stosunek płciowy, co doprowadziło do pierwszej kontrowersyjnej akcji.

## Lista utworów
1. Suck-Taste-Spit – 4:41
2. Sex – 3:06
3. War – 4:14
4. Dickhead – 3:43
5. Schisma – 1:05
6. Feiert das Kreuz – 4:55
7. Love – 4:23
8. Das ist Freiheit – 5:38
9. Kismet – 2:47
10. Breathtaker – 4:54
11. Ich bin der Weg – 5:04
12. U-Said (live) – 4:23

## Single
- „Breathtaker” (9 listopada 1993)
- „Sex” (1994)
- „3+1” (1994)